# El reino de dios

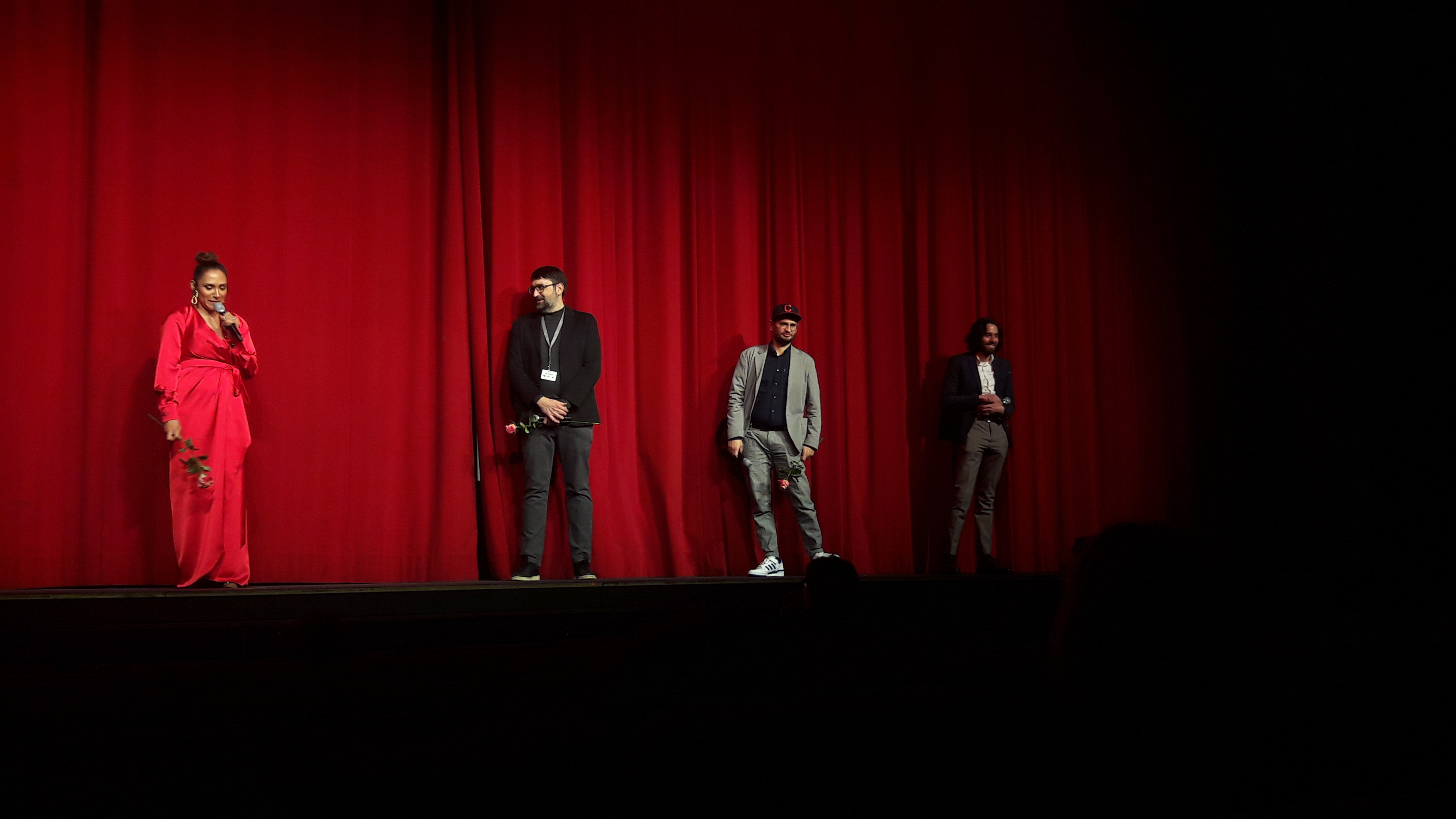
Die Crew des Films bei der Premiere in der Urania: v. l. n. r. Sainte-Luce, Kregel, Correa und Sarmiento

El reino de dios (internationaler Titel The Realm of God, deutsch Das Reich Gottes) ist ein mexikanischer Film von Claudia Sainte-Luce. Die Uraufführung war am 15. Februar 2022 bei den 72. Internationalen Filmfestspielen Berlin in der Sektion „Generation“.

## Handlung
Das Leben von Neimar verläuft gut, auch wenn nicht alles perfekt ist. Seine Oma hat immer einen Rat für ihn und ist für jeden Spaß zu haben. Er bereitet sich auf seine Erstkommunion vor, wobei er mit einem Vortrag der Zehn Gebote punkten kann. Neimar will endlich Gott spüren, weiß aber noch nicht, wie.

## Produktion
Nach ihrem letzten Film El camino de Sol (2021), der von vielen Filmfestivals abgelehnt wurde, durchlebte Sainte-Luce eine Schaffenskrise. Nachdem ihr Vater gestorben war, stellte sie auch ihren Glauben in Frage. Sie kehrte in ihr Dorf zurück und realisierte dort mit sehr geringem Budget El reino de dios. Als Darsteller fungierten ihre Familienmitglieder, so ist der Hauptdarsteller Sainte-Luces Neffe, zu dem sie ein enges Verhältnis hat.

## Rezeption
In der Beschreibung der Berlinale heißt es, der Film folge beobachtend dem „umtriebigen Jungen bei der Suche nach einem Glück, das die komplexe Wirklichkeit nicht hergibt“. In Claudia Sainte-Luces „lichtdurchfluteten Realismus“ löse sich „kindliche Unbekümmertheit nicht einfach auf, sondern entwickelt sich zum Weltwissen weiter“.

## Auszeichnungen und Nominierungen
- 2022: Internationale Filmfestspiele Berlin
  - Nominierung für den Gläsernen Bären für den besten Film in der Sektion Generation Kplus
  - Nominierung für den Großen Preis der Internationalen Jury von Generation Kplus für den Besten Film[2]